# Solae
La Solae es una torre de pruebas de ascensores ubicada en la ciudad de Inazawa, Japón. Es propiedad de Mitsubishi Electric. La torre tiene una altura de 173 metros. Desde su conclusión en 2007 hasta la construcción de la Asan Tower de Incheon (Corea del Sur) en 2009, fue la torre de pruebas de ascensores más alta del mundo.